# Hippon
Hippon (altgriechisch Ἵππων Híppōn, latinisiert Hippo, auch Hippon von Samos und Hippon von Rhegion; * in der ersten Hälfte des 5. Jahrhunderts v. Chr.) war ein vorsokratischer griechischer Philosoph.

## Leben
Die Geburt Hippons setzt Leonid Zhmud in die Zeit um 480/470 v. Chr., wobei seine Argumentation allerdings von einer in der Forschung nicht einhellig akzeptierten Datierung einer Komödienaufführung in Athen ausgeht. Sicher ist nur, dass der Philosoph in der ersten Hälfte des 5. Jahrhunderts v. Chr. geboren wurde. Als Heimat Hippons bezeichnet Aristoxenos die griechische Insel Samos. Die Glaubwürdigkeit dieser Angabe ist jedoch zweifelhaft, da mehrere andere Quellen von Herkunft aus einer der griechischen Städte Süditaliens berichten: Der Aristoteles-Schüler Menon nennt Kroton, Censorinus gibt Metapont an, Sextus Empiricus und Hippolyt von Rom lassen Hippon aus Rhegion stammen. Die unterschiedlichen Angaben können auf häufigen Wechsel der Wahlheimat zurückzuführen sein. Da Hippon in Athen in der Komödie verspottet wurde, muss er dort eine bekannte Persönlichkeit gewesen sein; vielleicht hat er zeitweilig in Athen gelebt.
Aristoxenos zählte Hippon zu den Pythagoreern, einer philosophischen Schule, die im 5. Jahrhundert v. Chr. in Süditalien eine starke Aktivität entfaltete. In der auf Angaben des Aristoxenos basierenden Pythagoreerliste des spätantiken Neuplatonikers Iamblichos wird Hippon unter den aus Samos stammenden Pythagoreern genannt. Er war Naturphilosoph und scheint sich vorwiegend mit Naturforschung befasst zu haben. Anscheinend galt sein Interesse in erster Linie biologischen und medizinischen Fragen.  
Eine aus zwei Versen bestehende angebliche Grabinschrift Hippons gilt heute als unecht.

## Werke und Lehre
Hippon verfasste mindestens zwei naturphilosophische Schriften, die heute verloren sind; nicht einmal ihre Titel sind bekannt. Hinsichtlich des Urprinzips, der archḗ, vertrat er eine ähnliche Auffassung wie der Vorsokratiker Thales. Thales machte das Wasser zum Urprinzip, Hippon „das Feuchte schlechthin“ (haplōs to hygrón). Bei der Begründung seiner Meinung ging Hippon aber anders vor als Thales: Seine Überlegungen waren nicht meteorologisch, sondern biologisch; es ging ihm anscheinend nicht um das Urprinzip alles Seienden, sondern speziell um das Urprinzip des Lebens. Er wies darauf hin, dass die Nahrung und der Samen aller Lebewesen feucht seien, dass das Warme aus dem Feuchten komme und durch das Feuchte lebe und dass das Sterben von Austrocknung begleitet sei. Auch der Seele schrieb Hippon eine feuchte Beschaffenheit zu. Er hielt sie für materiell und vergänglich. Gegen ihre Identifizierung mit dem Blut wandte er ein, die Samenflüssigkeit, die der Träger der Seele sei, sei blutlos. Unklar ist, ob diese Kritik speziell auf eine Lehre des Empedokles zielte oder auf eine unter Ärzten verbreitete Meinung.
In der Feuchtigkeit (hygrótēs) des Körpers sah Hippon die Voraussetzung der Empfindungen. Die maßgebliche Rolle der Feuchtigkeit für das Leben betonte er auch in seiner Krankheitslehre. Er betrachtete die Gesundheit als normalen Feuchtigkeitszustand und Krankheit als das Resultat einer Störung dieses Zustands, die durch ein Übermaß an Kälte oder Wärme hervorgerufen werde. Auch den Alterungsvorgang erklärte er auf diese Weise; im Alter nehme die Feuchtigkeit ab und die Austrocknung führe zu einer Abstumpfung der Sinne. Man verliere im Alter infolge der Austrocknung zunehmend die Empfindungen.
Hippon war der Meinung, auch das Trinkwasser stamme aus dem Meer, denn es werde aus Brunnen gewonnen, die sich oberhalb des Meeresspiegels befänden; nur wenn die Quelle des Süßwassers tiefer läge als das Meer, könnte es einen anderen Ursprung haben.
Nach Hippons Zeugungslehre stammt der Samen aus dem Rückenmark. Zur Begründung gab er an, man könne dies zeigen, wenn man einen Stier nach der Paarung schlachte; dann fehle ihm das Mark, da es verbraucht worden sei. Aus dem Samen des Vaters entstünden die Knochen des Kindes, während das Fleisch auf den Beitrag der mütterlichen Seite – die weibliche „Nahrung“ – zurückgehe. Das Geschlecht des Kindes hänge vom Verhältnis zwischen diesen beiden Faktoren sowie von der Qualität der Samenflüssigkeit ab; aus dickem Sperma entstehe männliche Nachkommenschaft. Der Embryo ernähre sich durch seinen Mund, also nicht – wie eine alternative Theorie besagte – über seinen ganzen Körper.
In der Botanik vertrat Hippon die Auffassung, jede wild wachsende Pflanze könne kultiviert werden. Ob eine Pflanze blühe, ob sie Früchte trage und ob sie ihr Laub abwerfe, hänge vom Standort und der umgebenden Luft ab.
Hippon galt als Atheist. Vermutlich stand er in diesem Ruf, weil er in der Komödie als „unfromm“ dargestellt wurde. Ob diese Überlieferung zuverlässig ist, lässt sich nicht entscheiden.

## Rezeption
Der Dichter Kratinos, ein Zeitgenosse Hippons, verspottete den Philosophen in seiner Komödie Panóptai („Die Allesseher“). Offenbar nahm er in diesem Stück, das nicht erhalten geblieben ist, einen abstrus wirkenden Aspekt von Hippons Naturlehre aufs Korn.
Aristoteles schätzte Hippon sehr ungünstig ein; er charakterisierte ihn als primitiv und meinte, man könne ihn „wegen der Armseligkeit seines Denkens“ nicht zu den bedeutenden frühen Philosophen zählen. Aristoteles’ Schüler Theophrast ging ausführlich auf Hippons medizinische und embryologische Lehren ein.